# Brachystegia bequaertii
Brachystegia bequaertii De Wild. è una pianta della famiglia delle Fabacee (sottofamiglia Detarioideae), endemica della Repubblica Democratica del Congo.